# Catherine Chalier
Catherine Chalier (...) è una filosofa francese e traduttrice, autrice di diversi libri sul rapporto tra pensiero ebraico e la filosofia.
Si è specializzata nel lavoro di Emmanuel Lévinas, che ha curato con Rodolphe Calin due volumi dell'edizione critica di IMEC1.

## Biografia
È professoressa di filosofia presso l'Università di Paris X-Nanterre.
Sostiene il dottorato nel 1981 sotto la direzione di Francis Kaplan, nel campo della filosofia religiosa: un saggio sulla vita religiosa, l'ebraismo e l'alterità.
Catherine Chalier, di educazione cattolica, si è convertita all'ebraismo.

## Produzione bibliografica in lingua italiana
- Le matriarche. Sara, Rebecca, Rachele e Lea, Giuntina, 2002
- Trattato delle lacrime. Fragilità di Dio, fragilità dell'anima, Queriniana, 2004
- Angeli e uomini, Giuntina, 2009
- Le lettere della creazione. L'alfabeto ebraico, Giuntina, 2011
- Kalonymus Shapiro. Rabbino nel ghetto di Varsavia, Giuntina, 2014
- Le figure del femminile in Lévinas, Morcelliana, 2020
- Come un chiarore furtivo. Nascere, morire, Queriniana, 2024
- Scoprire la gratitudine. La sfida dell'asimmetria,  Queriniana, 2025

## Pubblicazioni in lingua francese
Libri
- Kalonymus Shapiro,  Rabbin au Ghetto de Varsovie  (1889-1943), Éditions Arfuyen, 6 octobre 2011 [Présentation et traduction de l'hébreu de textes extraits de Le Chemin du Roi et Le Feu saint]
- Judaïsme et altérité, Lagrasse, Verdier,« Les Dix paroles », 1982
- Figures du féminin : Lecture d'Emmanuel Levinas, La Nuit surveillée, « Questions », 1982 ; nouvelle édition, augmentée de l'essai inédit L'Extase du temps, Éditions des femmes, 2007
- Les Matriarches : Sarah, Rebecca, Rachel et Léa, Le Cerf, mars 1985 ; 3e édition revue et augmentée, préfacée par Emmanuel Lévinas, 1991
- La Persévérance du mal, Le Cerf, « La Nuit surveillée », octobre 1987
- L'Alliance avec la nature, Le Cerf, « La Nuit surveillée », septembre 1989
- L'Histoire promise, Le Cerf, avril 1992
- Emmanuel Levinas : L'utopie de l'humain Archiviato il 1º marzo 2014 in Internet Archive., Albin Michel, « Présences du judaïsme », 1993
- Pensées de l'éternité : Spinoza, Rosenzweig, Le Cerf, « La Nuit surveillée », mars 1993
- Sagesse des sens : Le regard et l'écoute dans la tradition hébraïque Archiviato il 1º marzo 2014 in Internet Archive., Albin Michel, «  L'Être et le corps », janvier 1995
- L'Inspiration du philosophe : « L'amour de la sagesse » et sa source prophétique Archiviato il 4 marzo 2016 in Internet Archive., Albin Michel, « La Pensée et le sacré », août 1996
- Pour une Morale au-delà du savoir : Kant et Levinas, Albin Michel, « Idées », février 1998
- Avec Marc Faessler, Judaïsme et christianisme L'Écoute en partage, Le Cerf, « Patrimoines », septembre 2001
- La Trace de l'infini : Emmanuel Lévinas et la source hébraïque, Le Cerf, « Philosophie et théologie », mai 2002
- La Fraternité : Un espoir en clair-obscur[collegamento interrotto], Buchet Chastel, « Au fait », 2003
- Traité des larmes : Fragilité de Dieu, fragilité de l'âme Archiviato il 1º marzo 2014 in Internet Archive., Albin Michel, 2003 ; rééd. en poche, « Spiritualité vivante », 2007
- Avec des photographies de Didier Ben Loulou, Sincérité du visage, Éditions Filigranes, juin 2004
- La Patience : Passion de la durée consentie, Éditions Autrement, « Morales », septembre 2004
- De l'Intranquillité de l'âme Archiviato il 28 febbraio 2014 in Internet Archive., Payot et Rivages, « Manuels Payot », 1998 ; rééd. en poche, « Petite bibliothèque », 2005
- Les Lettres de la Création: L'alphabet hébraïque, Arfuyen, « Les carnets spirituels », septembre 2006
- Spinoza lecteur de Maïmonide : La question théologico-politique, Le Cerf, « Philosophie et théologie », mars 2006
- Des Anges et des hommes Archiviato il 1º marzo 2014 in Internet Archive., Albin Michel, janvier 2007
- Transmettre de génération en génération : Essai, Buchet Chastel, 7 mai 2008
- La Nuit, le Jour: Au diapason de la création, Le Seuil, 2009 (Prix des Écrivains croyants, 2010)
- Le Désir de conversion, Le Seuil, 2011
- Présence de l'espoir, Le Seuil, 2013

Traduzioni dall'ebraico
- Amos Funkenstein, Maïmonide : Nature, histoire et messianisme Archiviato il 28 febbraio 2014 in Internet Archive., Le Cerf, « La Nuit surveillée », février 1988
- Yoram Jacobson, La Pensée hassidique, Le Cerf, « La Nuit surveillée », mai 1989
- Josef Ben Chlomo, Introduction à la pensée du Rav Kook, Le cerf, « Patrimoines », 1992
- Yehouda Arié Lieb Alter (Le Rabbi d Gur), La Langue de la vérité: Suivi de penser avec les versets , Albin Michel, 2004

## Fonti
- Pagina personale di Catherine Chalier sul sito ufficiale dell'Università di Parigi Ovest, Nanterre La Defense, su u-paris10.fr. URL consultato il 15 gennaio 2012 (archiviato dall'url originale il 13 agosto 2009).
- Profilo multilingue (francese, inglese spagnolo, italiano)autorizzato da Catherine Chalier sul sito interreligioso svAbhinava.com, su svabhinava.org. URL consultato il 22 febbraio 2014 (archiviato dall'url originale il 6 luglio 2018).